# 全天寬帶成像X射線衛星
全天寬帶成像X射線衛星（A Broadband Imaging X-ray All-sky Survey）是一架位於太空的德國X射線望遠鏡，於 1999年4月28日由宇宙3號M型運載火箭從俄羅斯卡普斯京亞爾靶場發射升空，進入地球軌道。軌道近拱點為549.0公里（341.1英里），遠拱點為598.0公里（371.6英里），軌道傾角為48.0°，偏心率為0.00352，軌道周期為96分鐘。
任務開始三天後，望遠鏡的電池因意外過度充電而損壞。地面與衛星進行通訊的嘗試失敗後，耗資2000萬美元的衛星被放棄。全天寬帶成像X射線衛星於2017年10月31日從軌道上墜落。
eROSITA的設計基於全天寬帶成像X射線衛星，於2019年7月13日從拜科努爾發射升空，搭載在Spektr-RG太空天文台上，部署在第二拉格朗日點（L2）。

## 延伸資料
- Hahn, Hermann-Michael.  [Waiting for ABRIXAS]. wissenschaft.de. 1 March 1997  [2024-07-15] （de-DE）.
- . Max Planck Institute for Extraterrestrial Physics.   [2024-07-15]. （原始内容存档于3 May 2006）.